# Lepyroniella petrovi
Lepyroniella petrovi is een halfvleugelig insect uit de familie Aphrophoridae. De wetenschappelijke naam van deze soort is voor het eerst geldig gepubliceerd in 1910 door Grigoriev.